# Un hombre inocente
Un hombre inocente (título original: An Innocent Man) es una película de acción estadounidense de 1989 dirigida por Peter Yates y protagonizada por Tom Selleck, F. Murray Abraham y Laila Robins.

## Argumento
Jimmie Rainwood es un hombre trabajador que vive pacíficamente con su mujer. Un fatídico día, dos policías corruptos que van buscando a un importante narcotraficante se equivocan de dirección y asaltan la casa de Rainwood. Una vez dentro ellos se dan cuenta del error que han cometido. Aun así deciden continuar con la farsa para evitar negativas consecuencias al respecto dejando para ello restos de drogas por toda la casa y deteniendo a Rainwood. Tras pasar un tiempo en prisión el juicio ocurre, donde una vez más el falso testimonio de los policías y una cadena de errores judiciales hacen que sea condenado a seis años de cárcel por tráfico de drogas. Luego Rainwood sufrirá terribles situaciones dentro de la cárcel. Aun así él y su familia, lejos de quedarse de brazos cruzados, emprenderán una larga lucha para que se reconozca la injusticia cometida y se le otorgue la libertad.

## Reparto
| Actor             | Personaje       |
| ----------------- | --------------- |
| Tom Selleck       | Jimmie Rainwood |
| F. Murray Abraham | Virgil Cane     |
| Laila Robins      | Kate Rainwood   |
| David Rasche      | Mike Parnell    |
| Richard Young     | Danny Scalise   |
| Badja Djola       | John Fitzgerald |
| Todd Graff        | Robby           |

## Producción
Para hacer las escenas de prisión interiores se rodó en una prisión en Cincinnati, mientras que se filmaron las escenas de prisión exterior en una prisión en  Carson City, Nevada.

## Recepción
Hoy en día la producción cinematográfica ha sido valorada en portales cinematográficos y por críticos profesionales. En IMDb, con aproximadamente 7500 votos registrados, la película obtiene una media ponderada de 6,4 sobre 10. En cuanto a Rotten Tomatoes, los más de 5000 votos registrados en el portal dieron a este filme una valoración media de 3,3 de 5, mientras que los 9 críticos profesionales registrados en el portal le dieron una media de 5 de 10.